# Argagnon
Argagnon is een gemeente in het Franse departement Pyrénées-Atlantiques (regio Nouvelle-Aquitaine) en telt 711 inwoners (1999). De plaats maakt deel uit van het arrondissement Pau.

## Geografie
De oppervlakte van Argagnon bedraagt 9,4 km², de bevolkingsdichtheid is 75,6 inwoners per km².
De onderstaande kaart toont de ligging van Argagnon met de belangrijkste infrastructuur en aangrenzende gemeenten.

## Demografie
Onderstaande figuur toont het verloop van het inwonertal (bron: INSEE-tellingen).